# Raffaele Libroia
Raffaele Libroia (Napoli, 5 ottobre 1894 – Tauriano, 2 novembre 1918) è stato un militare italiano, decorato con la medaglia d'oro al valor militare alla memoria nel corso della prima guerra mondiale.

## Biografia
Nacque a Napoli nel 1894, figlio di Luigi e Teresa Vicedomini. Frequentò la Regia Accademia Militare  di Modena, da cui uscì nel 1912 con il grado di sottotenente, assegnato all'arma di cavalleria. Entrò in servizio presso il Reggimento "Cavalleggeri di Foggia" (11º), e all'entrata in prima guerra mondiale del Regno d'Italia, il 24 maggio 1915, fu uno dei primi a varcare il confine dell'Isonzo, venendo promosso tenente un mese dopo. In seguito rientrò al deposito del reggimento prestando servizio come istruttore fino al marzo 1918, quando fu promosso capitano e trasferito al Reggimento "Cavallereggi di Saluzzo" (12º).  Nell'ottobre dello stesso anno il reggimento fu inquadrato nella 3ª Divisione di cavalleria, assegnata alla 9ª Armata a disposizione del Comando Supremo. Il 24 ottobre iniziò la Battaglia di Vittorio Veneto, e il giorno 31 la 3ª Divisione varcò la Livenza lanciandosi all'inseguimento delle truppe nemiche in ritirata. Il 2 novembre, nei pressi di Tauriano di Spilimbergo, il reggimento fu fatto segno dai colpi sparati da una batteria d'artiglieria che proteggeva la ritirata austro-ungarica. Al comando del 3º squadrone e di una sezione di mitragliatrici caricò la batteria nemica al grido di "Savoia", catturando due cannoni da 105 mm, sei mitragliatrici e 14 cavalli. Dapprima ferito alla gambe morì durante l'ultima carica, e per onorarne la memoria gli fu conferita la medaglia d'oro al valor militare alla memoria.
Una via e una caserma di Nocera Inferiore portano il suo nome, così come una via di Napoli e una via di Tauriano di Spilimbergo.